# Eboda
Eboda is een geslacht van vlinders van de familie bladrollers (Tortricidae), uit de onderfamilie Tortricinae.

## Soorten
- E. bryochlora Diakonoff, 1960
- E. cyclopleura Turner, 1916
- E. chloroclistis Razowski, 1964
- E. chrisitis Razowski, 1964
- E. diakonoffi Razowski, 1964
- E. discobola Diakonoff, 1948
- E. dissimilis Liu & Bai, 1986
- E. doryphora Liu & Bai, 1986
- E. ethnia Razowski, 1990
- E. smaragdinana Walker, 1866
- E. virescens Walker, 1964